# Тунаманохтьюган
Тунаманохтьюган (устар. Тунаман-Охть-Юган) — река в России, протекает по территории Ханты-Мансийского района Ханты-Мансийского автономного округа. Длина реки — 12 км.
Начинается в болоте глубиной 2 метра, лежащем в сосновом лесу. От истока течёт по лесистой местности в окружении болот в северо-западном направлении. Устье реки находится в 65 км по правому берегу реки Охтьюган.

## Данные водного реестра
По данным государственного водного реестра России относится к Верхнеобскому бассейновому округу, водохозяйственный участок реки — Обь от города Нефтеюганск до впадения реки Иртыш, речной подбассейн реки — Обь ниже Ваха до впадения Иртыша. Речной бассейн реки — (Верхняя) Обь до впадения Иртыша.
Код объекта в государственном водном реестре — 13011100212115200051366.